# Pro Veritate
Pro Veritate är två svenska bokförlag med samma namn och kristen utgivning. Det äldsta av dem var baserat i Uppsala.
I mitten på 1960-talet hade bokförlagen Kyrkligt Forum i Saltsjöbaden och Eginostiftelsen i Kallinge upphört med sin verksamhet och överlåtit sina återstående lager på arbetsgemenskapen Kyrklig Förnyelse. Bo Norén (1945–2021) åtog sig att på kommissionsbasis sälja ut deras återstående lager. 1968 startade han bokförlaget Pro Veritate och började en egen utgivning. Utgivningen inriktades mot uppbyggelse och församlingsliv. Bland författarna fanns Gunnar Rosendal, Per-Olof Sjögren, G.A. Danell, Dag Sandahl, Per Edvard Petrén m.fl. Förlaget hade en högkyrklig profil. Storsäljare var Luthers lilla katekes i Danells nyöversättning och Eva Spångbergs material för den kyrkliga söndagsskolan, liksom en rad konfirmandläroböcker. Med tiden fann man en egen nisch genom att utöka sortimentet av uppbyggliga och undervisande småskrifter på några få sidor för masspridning och försäljning på kyrkornas bokbord. Databasen Libris förtecknar mer än 400 poster utgivna av Pro Veritate. Verksamheten upphörde strax före millennieskiftet.
Förlagsnamnet  Pro Veritate har 2023 upptagits av Församlingsfakulteten i Göteborg, som tidigare utgivit böcker under namnet  Församlingsförlaget.